# Teemu Tainio
Teemu Tainio, né le 27 novembre 1979 à Tornio, est un ancien footballeur international finlandais qui a évolué au poste de milieu de terrain. Il s'est reconverti comme entraineur.

## Biographie

### Enfance et formation
Enfant, à Tornio en Laponie, le jeune Teemu Tainio ne pense qu'à faire du sport. Il pratique le football, mais aussi le hockey sur glace, le basket-ball et le volley-ball avec parfois quatre entraînements par jour et en séchant l'école. Il se débrouille bien dans chaque discipline mais c'est balle au pied, commencé à quatre ans, qu'il est le meilleur. Tainio est sélectionné en équipe première dans son club formateur, le Tornion Pallo 47, en troisième division finlandaise, à seulement quatorze ans. Sa réputation traverse rapidement les frontières de la Laponie et, à seize ans, Tainio rejoint le Haka Valkeakoski, club avec lequel il débute en première division au poste d'attaquant et remporte la Coupe nationale. Il y joue vingt matchs pour quatre buts marqués et fera notamment l'expérience de la Coupe de l'UEFA.
Le 7 juin 1997 à Vaasa, lors d'une rencontre éliminatoire de l'Euro espoirs 1998 Finlande-France (1-1), Teemu Tainio convainc un émissaire de l'AJ Auxerre présent en neuf minutes. Le prodige du FC Haka de 17 ans-et-demi signe le but de l'égalisation et réussit une fin de match éblouissante. Guy Roux est alerté et envoie quelqu'un le superviser dans son pays. L'AJA s'ajoute à une liste de prestigieux prétendants parmi Manchester United, l'AC Milan, l'Ajax Amsterdam et les Glasgow Rangers. En accord avec son entraîneur, Tainio décide d'effectuer trois séjours d'une semaine à Auxerre, Milan puis Manchester. De l'AJA, il sait seulement les bonnes conditions offertes aux jeunes joueurs. Il le vérifie arrivé en France, décide d'annuler les deux autres stages et reste en Bourgogne.
Il fait un essai à Manchester United, où il inscrit quelques buts avec l'équipe réserve. Un essai concluant puisque Sir Alex Fergusson voulait le voir revenir. Malheureusement, Tainio devait à ce moment-là retourner en Finlande faire son service militaire. Il choisira ensuite d'aller jouer en France, à l'AJ Auxerre.

### Révélation à l'AJ Auxerre
Au printemps 1998, au terme de son service militaire, Taino rejoint donc le championnat de France. Guy Roux le fait débuter lors du dernier match de la saison 1997-1998 au stade de l'Abbé-Deschamps face au RC Lens. Entré en jeu à treize minutes de la fin, il rate une occasion pouvant faire changer le destin du futur champion. Handicapé par une blessure aux adducteurs lors de la saison suivante, il n'est titularisé qu'à deux reprises et dispute onze bouts de matchs. Taino se révèle lors de la saison 1999-2000, après onze journée, il est titularisé à six reprises et inscrit trois buts. Il attend quatre saisons afin de s'imposer comme titulaire. Il remporte la Coupe de France à deux reprises avec Auxerre et a également acquis une expérience en Ligue des champions en 2003. Considéré comme un milieu de terrain très discret et très travailleur, ses années auxerroises ont cependant été émaillées par de nombreuses blessures.

### Tottenham Hotspur
En 2005, son contrat avec Auxerre arrive à échéance et Tainio est donc disponible pour un transfert gratuit. En janvier 2005, il décide de signer à Tottenham Hotspur pour un contrat courant sur quatre saisons. Au cours de cette première saison, Tainio connaît un succès immédiat auprès des supporters et le manager du club, Martin Jol. Il devient un joueur régulier des Spurs lors de cette saison, jouant à différents postes au milieu de terrain.
Il marque son premier but avec le club en décembre 2005 contre Newcastle United lors d'un match à White Hart Lane. Tainio est l'un des dix membres des Spurs frappés par une intoxication alimentaire le 6 mai 2006, lors de la soirée précédant le dernier match de la saison face à West Ham United. Il joue cependant tout de même ce match. Son équipe s'incline, perdant ainsi toute chance de se qualifier pour la Ligue des champions.
Il marque son second but avec les Spurs, le 9 décembre 2006 lors de la victoire de Tottenham (5-1) contre Charlton. Sa troisième réalisation intervient contre West Ham, le 4 mars 2007, où il égalise à 2-2. Il heurte également Aaron Lennon en lui faisant un chiquenaude mais les Spurs gagneront tout de même la partie 4-3[réf. nécessaire].
Tainio remporte, en 2008, la Coupe de la Ligue anglaise (connue aussi sous le nom de Carling Cup). Lors de la finale de cette édition, le 24 février 2008, Tottenham bat Chelsea 2-1 après prolongations au Wembley Stadium. Il entre en cours de jeu à la 75e minute alors que le score est de un but partout.

### Sunderland
En juillet 2008, il signe avec Sunderland en Premier League pour 3 ans, après une dernière saison difficile à Tottenham Hotspur.

### Birmingham City
Tainio rejoint le club de Birmingham City le 1er septembre 2009, où il est prêté pour la saison 2009–2010. Il fait ses débuts pour le club le 13 septembre lors de la défaite 1–0 de Birmingham à domicile lors du derby contre Aston Villa.

### L'Ajax avant la MLS
Le 31 août 2010, il résilie son contrat avec Birmingham City et s'engage pour un an avec le club néerlandais de l'Ajax Amsterdam. Ne jouant que très peu, il résilie son contrat en février 2011.
Après un essai, il s'engage en mars 2011 avec la franchise américaine des Red Bull New York en Major League Soccer. En novembre 2012, son contrat n'est pas renouvelé.

### Retour en Finlande et fin de carrière
Le 2 janvier 2013, il fait son retour en Finlande en s'engageant pour deux ans au HJK Heksinki. En février 2015, il annonce qu'à la suite d'une multitude de blessures, il met un terme à sa carrière.
Il devient recruteur pour Tottenham Hotspur à partir du 1er juillet 2015 jusqu'au 31 janvier 2016.
Il entame une carrière d'entraineur en devenant assistant de 2017 à 2018 au Klubi-04 (qui est la réserve du club HJK Helsinki) et FC Haka.
Par la suite il devient l'entraineur principal du FC Haka au 1er janvier 2019.
Il est titulaire d'une Licence A UEFA.

### Carrière internationale
Teemu Tainio fait ses débuts pour l'équipe nationale, le 5 février 1998, contre Chypre. Depuis cette date, il est l'un des joueurs réguliers de l'équipe. Il est aujourd'hui considéré comme l'un des plus importants joueurs de l'équipe nationale après Jari Litmanen.
Malheureusement pour la Finlande, Tainio s'est blessé à plusieurs reprises et a donc raté beaucoup de matchs importants pour son pays.

## Style de jeu
Guy Roux déclare en novembre 1999 : « Teemu (...) est un garçon qui, malgré son très jeune âge, fait preuve de maturité. (...) Il y a beaucoup de vivacité dans son jeu, il est sobre et efficace. (...) J'apprécie tout particulièrement sa combativité et sa volonté ».

## Palmarès

### En club
- Champion de Finlande en 2013 et en 2014 avec le HJK Helsinki
- Vainqueur de la Coupe de Finlande en 1997 avec le FC Haka Valkeakoski
- Vainqueur de la Coupe de France en 2003 et en 2005 avec l'AJ Auxerre
- Vainqueur de la Coupe de la Ligue anglaise en 2008 avec Tottenham
- Finaliste du Trophée des champions en 2003 avec l'AJ Auxerre

### EnÉquipe de Finlande
- 64 sélections et 6 buts entre 1998 et 2014